# Zygmuntowo (gmina Wilczyn)
Zygmuntowo – wieś w Polsce, położona w województwie wielkopolskim, w powiecie konińskim, w gminie Wilczyn.
| SIMC    | Nazwa     | Rodzaj    |
| ------- | --------- | --------- |
| 0300417 | Wygorzele | część wsi |

W latach 1975–1998 wieś należała administracyjnie do województwa konińskiego.